# 1703 en architecture
| Années de l'architecture : 1700 - 1701 - 1702 - 1703 - 1704 - 1705 - 1706    |
| Décennies de l'architecture : 1670 - 1680 - 1690 - 1700 - 1710 - 1720 - 1730 |

Cet article présente les faits marquants de l'année 1703 en architecture.

## Réalisations

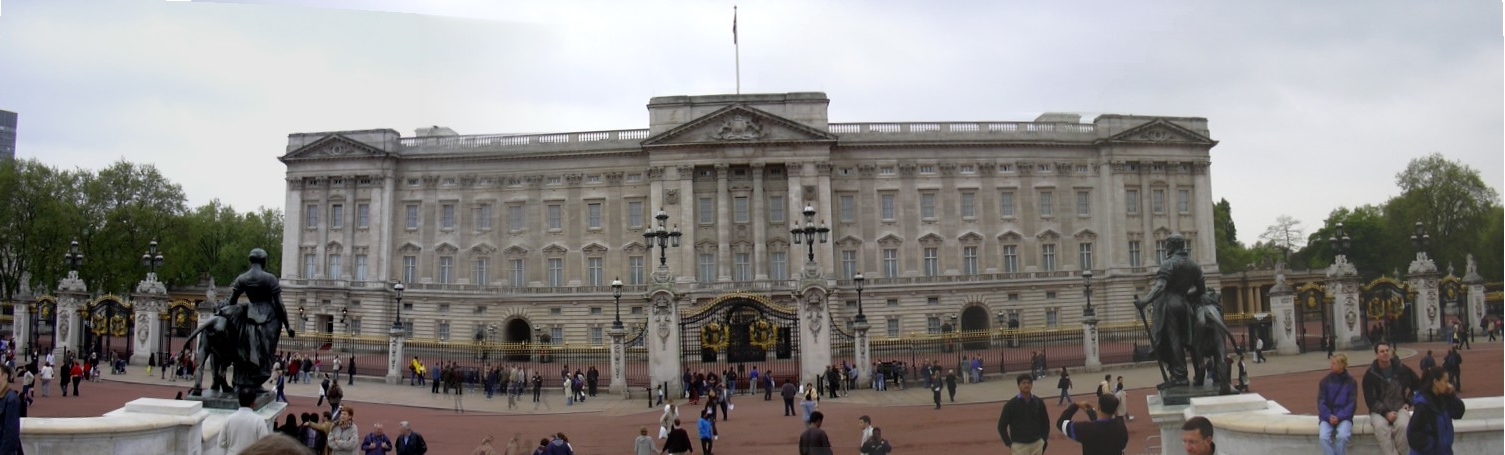
Palais de Buckingham

- Le palais de Buckingham est rebâti par le duc de Buckingham à Londres.
- L'architecte Bullet de Chamblain supervise la construction du château de Champs, à l'est de Paris.

## Événements
- Début de la reconstruction de l'église paroissiale de Carrù, sur les plans de l'architecte Francesco Gallo[1].

## Décès
- 3 mars : Robert Hooke (° 18 juillet 1635).